# Parc national de Gangotri
Le parc national de Gangotri (Gangotri National Park en anglais et गंगोत्री राष्ट्रीय उद्यान en hindi) est situé dans l'État de l'Uttarakhand en Inde. Il englobe principalement la vallée de Gangotri, où le Gange prend sa source.
C'est un espace naturel très riche tant sur le plan faunique que floral, lieu de vie préservé d'espèces rares tel que l'Ours brun indien et le bouleau de l'Himalaya. Mais il est très menacé par la surfréquentation du site de pèlerinage de Gangotri en contrebas de la vallée, accueillant des milliers de pèlerins hindous chaque année, dont plus d'une centaine de personnes se rendant devant la bouche du glacier de Gangotri qui est devenu un haut lieu touristique. Les afflux importantes de pèlerins venus pour moins de deux jours ont fait que le développement des infrastructures routiers et hôteliers ont beaucoup augmenté.